# ジャフェスリー・ラミド
ジャフェスリー・ラミド（Japhethlee Llamido、1999年11月29日 - ）は、アメリカ合衆国のプロボクサー。カリフォルニア州ロングビーチ出身。

## 来歴
2020年1月25日、ティフアナのビッグ・パンチ・アリーナにて、ヤイル・パティーニョとフェザー級4回戦を行い、4回判定3-0（40-35 × 3）の判定勝ちを収めプロデビュー戦を白星で飾った。
2020年2月7日、ティフアナのビッグ・パンチ・アリーナにて、ミゲル・ビジャロボス・アルバレスとフェザー級4回戦を行い、初回2分19秒KO勝ちを収めた。
2020年2月28日、ティフアナのビッグ・パンチ・アリーナにて、ジョナサン・ゴンサレス・エルナンデスとフェザー級4回戦を行い、4回2分49秒KO勝ちを収めた。
2021年5月22日、ティフアナのビッグ・パンチ・アリーナにて、ミゲル・ポポカとフェザー級6回戦を行い、6回判定3-0（60-54 × 3）の判定勝ちを収めた。
2021年9月25日、ピコリベラのピコリベラ・スポーツアリーナにて、ビクター・サラビアとフェザー級4回戦を行い、4回判定3-0（40-36 × 3）の判定勝ちを収めた。
2022年2月18日、オンタリオのダブルツリー・ホテルにて、エリック・ガルシア・ベニテスとスーパーフェザー級6回戦を行い、6回判定3-0（59-54 × 2、58-55）の判定勝ちを収めた。
2022年5月14日、オンタリオのトヨタ・アリーナにて、エドガー・フィゲロアとフェザー級6回戦を行い、5回1分35秒KO勝ちを収めた。
2022年6月11日、アナハイムのホンダセンターにて、サウル・エドゥアルド・エルナンデスとスーパーフェザー級6回戦を行い、6回判定3-0（60-53 × 3）の判定勝ちを収めた。
2022年7月22日、オンタリオのダブルツリー・ホテルにて、ディウル・オルギンとフェザー級6回戦を行い、6回判定3-0（60-54 × 3）の判定勝ちを収めた。
2022年10月29日、サンディエゴのペチャンガ・アリーナにて、パブロ・クルスとスーパーフェザー級8回戦を行い、初回1分36秒KO勝ちを収めた。
2023年4月15日、仁川のパラダイス・シティ・プラザにて、岩佐亮佑（セレス）とフェザー級8回戦を行い、8回判定3-0（79-73 × 2、80-72）の判定勝ちを収めた。試合後、「（ラミドは）体の位置やポジショニングが上手くて、徹底してポイントアウトしてきた。何も出来なかった。やり切りました。引退します」と話し、引退を表明した。 
2023年10月31日、東京の後楽園ホールにて、テレンス・ジョン・ドヘニーとWBOアジア太平洋スーパーバンタム級タイトルマッチを行い、初回2分28秒TKO負けでキャリア初黒星を喫した。
2024年7月6日、オンタリオのトヨタ・アリーナにて、ライアン・リー・アレンとフェザー級8回戦を行い、8回判定3-0（80-71、78-73、77-74）の判定勝ちを収めた。
2025年4月4日、ヒューストンのレッド・オウル・ボクシング・アリーナにて、カルロス・ジャクソンとスーパーバンタム級8回戦を行う予定。

## 人物
- 過去にワシル・ロマチェンコ、現在は井上尚弥、中谷潤人らのスパーリングパートナーを務めている。[3][4][5]

## 戦績
- プロボクシング：13戦 12勝 (4KO) 1敗

| 戦           | 日付           | 勝敗 | 時間    | 内容    | 対戦相手                             | 国籍           | 備考                                            |
| ------------ | -------------- | ---- | ------- | ------- | ------------------------------------ | -------------- | ----------------------------------------------- |
| 1            | 2020年1月25日  | ☆    | 4R      | 判定3-0 | ヤイル・パティーニョ                 | メキシコ       | プロデビュー戦                                  |
| 2            | 2020年2月7日   | ☆    | 1R 2:19 | KO      | ミゲル・ビジャロボス・アルバレス     | メキシコ       |                                                 |
| 3            | 2020年2月28日  | ☆    | 4R 2:49 | KO      | ジョナサン・ゴンサレス・エルナンデス | メキシコ       |                                                 |
| 4            | 2021年5月22日  | ☆    | 6R      | 判定3-0 | ミゲル・ポポカ                       | メキシコ       |                                                 |
| 5            | 2021年9月25日  | ☆    | 4R      | 判定3-0 | ビクター・サラビア                   | アメリカ合衆国 |                                                 |
| 6            | 2022年2月18日  | ☆    | 6R      | 判定3-0 | エリック・ガルシア・ベニテス         | メキシコ       |                                                 |
| 7            | 2022年5月14日  | ☆    | 5R 1:35 | KO      | エドガー・フィゲロア                 | アメリカ合衆国 |                                                 |
| 8            | 2022年6月11日  | ☆    | 6R      | 判定3-0 | サウル・エドゥアルド・エルナンデス   | メキシコ       |                                                 |
| 9            | 2022年7月22日  | ☆    | 6R      | 判定3-0 | ディウル・オルギン                   | メキシコ       |                                                 |
| 10           | 2022年10月29日 | ☆    | 1R 1:36 | KO      | パブロ・クルス                       | アメリカ合衆国 |                                                 |
| 11           | 2023年4月15日  | ☆    | 8R      | 判定3-0 | 岩佐亮佑（セレス）                   | 日本           |                                                 |
| 12           | 2023年10月31日 | ★    | 1R 2:28 | TKO     | テレンス・ジョン・ドヘニー           | アイルランド   | WBOアジア太平洋スーパーバンタム級タイトルマッチ |
| 13           | 2024年7月6日   | ☆    | 8R      | 判定3-0 | ライアン・リー・アレン               | アメリカ合衆国 |                                                 |
| 14           | 2025年4月4日   | -    | -       | -       | カルロス・ジャクソン                 | アメリカ合衆国 |                                                 |
| テンプレート |                |      |         |         |                                      |                |                                                 |